# Calamotropha alcesta
Calamotropha alcesta (лат.) — вид бабочек рода Calamotropha из семейства огнёвок-травянок (Crambidae). Индия (Нилгири) и Китай (Хайнань и Юньнань).

## Описание
Молевидные бабочки средних размеров. Размах крыльев взрослой особи 22,0—23,0 мм. Calamotropha alcesta можно отличить по гениталиям самца по вальве, трехгранной от базальной 1/4, и по гениталиям самки по плоскому антруму, расширенному сзади и суженному спереди. Вид был описан в 1961 году польским энтомологом Stanisław Błeszyński (1927—1969).